# Prognoz 9

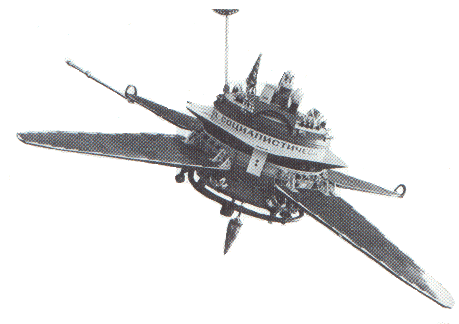
Foto della Prognoz 2, simile alla Prognoz 9.

Il Prognoz 9 fu una Sonda spaziale sovietica destinata alla ricerca scientifica lanciata dal cosmodromo di Bajkonur il 1º luglio 1983 tramite il razzo vettore Molnija-M. La massa della navicella era di 1060 kg e fu posta in un'orbita molto eccentrica con un periasse di 380 km ed un apoapside di 720.000 km, periodo orbitale di 26,7 giorni ed inclinazione di 65,5°. Il Prognoz 9 fu stabilizzato facendolo ruotare su se stesso una volta ogni 113 secondi, con l'asse di rotazione puntato verso il Sole; tuttavia l'asse di rotazione venne ripuntato dopo pochi giorni.

## Missione
Il Prognoz 9 venne costruito per effettuare diverse misurazioni: studiare la radiazione cosmica di fondo del Big Bang, i lampi gamma balenanti nello spazio profondo, esaminare i corpuscoli solari e flussi di plasma elettromagnetico e i campi magnetici vicini alla Terra per determinare gli effetti dell'attività solare sul mezzo interplanetario e la magnetosfera terrestre. A bordo, oltre alle attrezzature scientifiche sovietiche, ospitava anche strumentazione costruita in Cecoslovacchia e in Francia.

## Strumentazione
La strumentazione a bordo del satellite funzionò ed acquisì dati per otto mesi, dopo essere stata accesa il 2 luglio 1983. Tra gli apparati installati a bordo si trovavano anche due scintillatori identici con un diametro di 15 cm e spessore 2 cm, uno puntato direttamente verso il Sole e l'altro dalla parte opposta. Ad ogni scintillatore era accoppiato un fotomoltiplicatore. Gli impulsi in uscita da ogni fotomoltiplicatore venivano analizzati simultaneamente in 11 canali e campionati ogni 64 secondi.

## Dati scientifici
I dati provenienti dal Prognoz 9 confermarono l'esistenza di sorgenti ripetitive di lampi gamma di bassa potenza (dati rilevati successivamente anche dalla International Cometary Explorer). Tuttavia la navicella registrò anche un'emissione gamma molto intensa il 1º agosto 1983 con valori che superarono gli 8 MeV e con rapidi picchi negli spettri di alta energia.